# Luciferianisme
Luciferianisme er en tro, som anses af mange for at være en religion, og af nogle at være en filosofi eller livsstil,  luciferianisme opfattes generelt som en gren af satanisme og dermed som venstrehåndsvejen 
I modsætning til andre sataniske retninger ses Lucifer, dog her som noget positivt; som et åndeligt og oplyst væsen.
Luciferianisme har som helhed ikke nogen specifik dogme, som dens "tilhængere" kan tilslutte sig. Det er snarere en dybt personlig livsanskuelse med talrige variationer lige fra veneration af en bogstavelig guddom og til praksis af okkultisme til et sekulær sæt af principper, som ved hjælp af mytologiske referencer har en form for symbolisme og kultureltradition.